# Nazionale maschile di calcio di Capo Verde
La nazionale di calcio di Capo Verde è la rappresentativa nazionale calcistica di Capo Verde ed è posta sotto l'egida della Federação Caboverdiana de Futebol. I giocatori di Capo Verde sono soprannominati Crioulos (creoli) e Tubarões azuis (squali blu).
Mai qualificatasi per la Coppa del mondo (ha sfiorato la qualificazione alle edizioni del 2014 e 2018), ha preso parte a 4 fasi finali della Coppa d'Africa, raggiungendo i quarti di finale nel 2013 (alla prima partecipazione) e nel 2023. La nazionale capoverdiana vanta un trofeo a livello continentale, la Coppa Amílcar Cabral, vinta nell'edizione casalinga del 2000 ai danni del Senegal, sconfitto per 1-0 in finale.
Nella graduatoria FIFA, in vigore da agosto 1993, il miglior posizionamento raggiunto da Capo Verde è stato il 27º posto del febbraio 2014, mentre il peggiore è stato il 182º posto dell'aprile 2000; al dicembre 2021 la squadra occupa il 73º posto della graduatoria.

## Storia
Resasi indipendente dal Portogallo nel 1975, la Repubblica di Capo Verde dovette attendere fino al 1978 per esordire in campo internazionale, con una sconfitta per 1-0 contro la Guinea. Nel 1982 venne fondata la Federazione calcistica di Capo Verde, affiliata alla FIFA dal 1986.
Nel 2000 vinse la Coppa Amílcar Cabral nell'edizione casalinga, battendo per 1-0 in finale il Senegal. Il 2 novembre 2002 affrontò per la prima volta una compagine non africana, il Lussemburgo in amichevole, in una partita conclusasi con il risultato di 0-0.
Il 24 maggio 2010 la nazionale dell'arcipelago africano riuscì a strappare un lusinghiero 0-0 in casa del Portogallo, in un'amichevole di preparazione giocata dai lusitani in vista di Sudafrica 2010. Nel 2011 sfiorò la qualificazione alla Coppa d'Africa 2012, sfumata a causa della peggiore differenza reti rispetto a Mali (vincitore del gruppo A) e Sudan (seconda migliore tra le seconde). L'anno dopo però, il 14 ottobre 2012, Capo Verde conseguì la qualificazione all'edizione 2013 della Coppa d'Africa, la prima nella sua storia. Tale risultato fu ottenuto grazie alla vittoria nel doppio confronto contro il favorito Camerun. Un 2-0 casalingo nella partita di andata a Praia ed una sconfitta per 1-2 al ritorno a Yaoundé, permisero alla nazionale dell'arcipelago di ottenere per la prima volta l'accesso alla massima competizione per nazionali del continente africano. La prima esperienza nella fase finale supera il girone come seconda classificata, merito la vittoria in rimonta per 2-1 contro l'Angola, ottiene l'accesso ai quarti di finale dove si chiuse la scalata del Capo Verde, eliminato per 2-0 dal Ghana.
I buoni progressi mostrati furono confermati nelle successive qualificazioni al campionato mondiale del 2014. I capoverdiani, inseriti in un girone di qualificazione con Tunisia, Sierra Leone e Guinea Equatoriale, chiusero addirittura al primo posto, con 4 vittorie e 2 sconfitte e la decisiva vittoria esterna sul campo della Tunisia. Poco dopo, però, la nazionale dell'arcipelago fu ufficialmente sanzionata dalla FIFA per aver schierato lo squalificato Fernando Varela proprio nella gara decisiva, Tunisia-Capo Verde 0-2, del 7 settembre 2013. Il massimo organismo internazionale decretò l'assegnazione della vittoria a tavolino per 3-0 alla nazionale tunisina, ponendo fine alle speranze di Capo Verde di qualificarsi al mondiale e mandando i tunisini a disputare i play-off di qualificazione al posto dei capoverdiani.
Nel novembre 2014 la nazionale dell'arcipelago si qualificò per la Coppa d'Africa 2015 in Guinea Equatoriale, chiudendo al primo posto il girone di qualificazione che includeva anche Zambia, Mozambico e Nigeria. La seconda partecipazione di fila alla fase finale del massimo torneo continentale si chiuse per i capoverdiani al primo turno, a causa di un minor numero di reti fatte rispetto alla RD del Congo, che pure aveva ottenuto tre pareggi come i Crioulos. Il 31 marzo 2015 Capo Verde batté clamorosamente il Portogallo in amichevole: la selezione allenata da Rui Águas si impose per 2-0 grazie ai gol siglati da Odaïr Fortes e Gegé, marcature realizzate entrambi nel corso della prima frazione. Nelle qualificazioni al campionato del mondo 2018 la squadra giunse alla terza fase in un girone contro Senegal, Burkina Faso e Sudafrica, ma chiuse al terzo posto con due vittorie (entrambe contro i sudafricani) e quattro sconfitte.
Tornata a qualificarsi alla fase finale della Coppa d'Africa in vista dell'edizione 2021, la nazionale capoverdiana uscì agli ottavi di finale, contro il Senegal poi vincitore della competizione.
Nel 2024 durante la coppa continentale si qualifica superando il proprio girone con una giornata di anticipo battendo per 2-1 il Ghana e per 3-0 il Mozambico, dopo il pareggio per 2-2 contro l'Egitto affronta la Mauritania agli ottavi di finale. Gli squali blu si impongono per 1-0, superando gli avversari nel finale grazie a un calcio di rigore. Nei quarti di finale vengono eliminati ai calci di rigore dal Sudafrica, dopo lo 0-0 dei tempi regolamentari.

## Colori e simboli

### Divise storiche
| Coppa d'Africa 2013 | Coppa d'Africa 2013 | Coppa d'Africa 2013 | Coppa d'Africa 2013 |
| --- | --- | ------------------- | ------------------- |
| Casa | Trasferta |                     |                     |
| Manica sinistra · Manica sinistra · Maglietta · Maglietta · Manica destra · Manica destra · Pantaloncini · Pantaloncini · Calzettoni | Manica sinistra · Manica sinistra · Maglietta · Maglietta · Manica destra · Manica destra · Pantaloncini · Pantaloncini · Calzettoni |                     |                     |
| Tepa | |                     |                     |

| Coppa d'Africa 2015 | Coppa d'Africa 2015                                                                                                   | Coppa d'Africa 2015 | Coppa d'Africa 2015 |
| --- | --- | ------------------- | ------------------- |
| Casa | Trasferta |                     |                     |
| Manica sinistra · Manica sinistra · Maglietta · Maglietta · Manica destra · Manica destra · Pantaloncini · Pantaloncini · Calzettoni · Calzettoni | Manica sinistra · Manica sinistra · Maglietta · Maglietta · Manica destra · Manica destra · Pantaloncini · Calzettoni |                     |                     |
| Lacatoni | |                     |                     |

| Coppa d'Africa 2021 | Coppa d'Africa 2021                                                                                                   | Coppa d'Africa 2021 | Coppa d'Africa 2021 |
| --- | --- | ------------------- | ------------------- |
| Casa | Trasferta |                     |                     |
| Manica sinistra · Manica sinistra · Maglietta · Maglietta · Manica destra · Manica destra · Pantaloncini · Pantaloncini · Calzettoni | Manica sinistra · Manica sinistra · Maglietta · Maglietta · Manica destra · Manica destra · Pantaloncini · Calzettoni |                     |                     |
| Tempo | |                     |                     |

## Palmarès
- Coppa Amílcar Cabral: 1

Capo Verde 2000

## Partecipazioni ai tornei internazionali
Legenda: Grassetto: Risultato migliore, Corsivo: Mancate partecipazioni

- 1979 - Primo turno
- 1980 - Non partecipante
- 1981 - Quarto posto
- 1982 - Quarto posto
- 1983 - Primo turno
- 1984 - Primo turno
- 1985 - Quarto posto
- 1986 - Non partecipante
- 1987 - Primo turno
- 1988 - Primo turno
- 1989 - Terzo posto
- 1991 - Secondo posto
- 1993 - Non partecipante
- 1995 - Terzo posto
- 1997 - Primo turno
- 2000 - Campione
- 2001 - Primo turno
- 2005 - Non partecipante
- 2007 - Secondo posto

- 2002 - Cancellata
- 2010 - Non partecipante
- 2011 - Non partecipante
- 2013 - Non partecipante
- 2017 - Primo turno
- 2019 - Primo turno

## Statistiche dettagliate sui tornei internazionali

### Coppa d'Africa
| Anno | Luogo                      | Piazzamento      | V | N | P | Gol |
| ---- | -------------------------- | ---------------- | - | - | - | --- |
| 1957 | Sudan                      | Non partecipante | - | - | - | -   |
| 1959 | Egitto                     | Non partecipante | - | - | - | -   |
| 1962 | Impero d'Etiopia           | Non partecipante | - | - | - | -   |
| 1963 | Ghana                      | Non partecipante | - | - | - | -   |
| 1965 | Tunisia                    | Non partecipante | - | - | - | -   |
| 1968 | Impero d'Etiopia           | Non partecipante | - | - | - | -   |
| 1970 | Sudan                      | Non partecipante | - | - | - | -   |
| 1972 | Camerun                    | Non partecipante | - | - | - | -   |
| 1974 | Egitto                     | Non partecipante | - | - | - | -   |
| 1976 | Etiopia                    | Non partecipante | - | - | - | -   |
| 1978 | Ghana                      | Non partecipante | - | - | - | -   |
| 1980 | Nigeria                    | Non partecipante | - | - | - | -   |
| 1982 | Libia                      | Non partecipante | - | - | - | -   |
| 1984 | Costa d'Avorio             | Non partecipante | - | - | - | -   |
| 1986 | Egitto                     | Non partecipante | - | - | - | -   |
| 1988 | Marocco                    | Non partecipante | - | - | - | -   |
| 1990 | Algeria                    | Non partecipante | - | - | - | -   |
| 1992 | Senegal                    | Non partecipante | - | - | - | -   |
| 1994 | Tunisia                    | Non qualificata  | - | - | - | -   |
| 1996 | Sudafrica                  | Ritirata         | - | - | - | -   |
| 1998 | Burkina Faso               | Non partecipante | - | - | - | -   |
| 2000 | Ghana / Nigeria            | Non qualificata  | - | - | - | -   |
| 2002 | Mali                       | Non qualificata  | - | - | - | -   |
| 2004 | Tunisia                    | Non qualificata  | - | - | - | -   |
| 2008 | Ghana                      | Non qualificata  | - | - | - | -   |
| 2010 | Angola                     | Non qualificata  | - | - | - | -   |
| 2012 | Gabon / Guinea Equatoriale | Non qualificata  | - | - | - | -   |
| 2013 | Sudafrica                  | Quarti di finale | 1 | 2 | 1 | 3:4 |
| 2015 | Guinea Equatoriale         | Primo Turno      | 0 | 3 | 0 | 1:1 |
| 2017 | Gabon                      | Non qualificata  | - | - | - | -   |
| 2019 | Egitto                     | Non qualificata  | - | - | - | -   |
| 2021 | Camerun                    | Ottavi di finale | 1 | 1 | 2 | 2:4 |
| 2023 | Costa d'Avorio             | Quarti di finale | 3 | 2 | 0 | 8:3 |

## Tutte le rose

### Coppa d'Africa
Coppa d'Africa 20131 Vozinha, 2 Sténio, 3 F. Varela, 4 Ramos, 5 Babanco, 6 Nando, 7 Platini, 8 T. Varela, 9 Rambé, 10 Héldon, 11 Tavares, 12 Fock, 13 Josimar, 14 Gêgê, 15 Soares, 16 Rilly, 17 Ronny, 18 Nivaldo, 19 Pecks, 20 Mendes, 21 Djaniny, 22 Silva, 23 Carlitos, CT: Antunes
Coppa d'Africa 20151 Vozinha, 2 Stopira, 3 F. Varela, 4 Kay, 5 Babanco, 6 Semedo, 7 O. Fortes, 8 T. Varela, 9 Kuca, 10 Héldon, 11 Rodrigues, 12 Ken, 13 Platini, 14 Gêgê, 15 Nuno Rocha, 16 Somada, 17 Calú, 18 Nivaldo, 19 Tavares, 20 Mendes, 21 Djaniny, 22 J. Fortes, 23 Carlitos, CT: Águas
Coppa d'Africa 20211 Vozinha, 2 Stopira, 3 Diney, 4 Lopes, 5 Borges, 6 Soares, 7 Andrade, 8 L. Semedo, 9 G. Tavares, 10 Monteiro, 11 Rodrigues, 12 Rosa, 13 S. Furtado, 14 Ponck, 15 W. Furtado, 16 D. Tavares, 17 Fortès, 18 Rocha Santos, 19 J. Tavares, 20 Mendes, 21 Vagner, 22 Fortes, 23 Sousa, 24 João Paulo, 25 W. Semedo, 26 Nenass, 27 Delmiro, 28 Evora, CT: Bubista
Coppa d'Africa 20231 Vozinha, 2 Stopira, 3 Diney, 4 Lopes, 5 Costa, 6 Andrade, 7 Cabral, 8 João Paulo, 9 G. Tavares, 10 Monteiro, 11 Rodrigues, 12 Rosa, 13 Cuca, 14 D. Duarte, 15 L. Duarte, 16 D. Tavares, 17 Semedo, 18 Rocha Santos, 19 Teixeira, 20 Mendes, 21 Bebé, 22 Correia, 23 Moreira, 24 Silva, 25 Varela, 26 Pina, CT: Bubista

## Rosa attuale
Lista dei giocatori convocati per la Qualificazioni al campionato mondiale di calcio 2026 contro Camerun e Libia che si disputeranno l'8 e l'11 giugno 2024.
Statistiche aggiornate al termine del loro percorso nel torneo.
| 1  | P | Vozinha                | 3 giugno 1986 (36 anni)    | 73 | 0  | AS Trenčín           |  |  |
| 12 | P | Bruno Varela           | 4 novembre 1994 (28 anni)  | 1  | 0  | Vitória Guimarães    |  |  |
| 24 | P | Tiago Gomes            | 14 agosto 2002 (20 anni)   | 0  | 0  | Union Saint-Gilloise |  |  |
| ?  | P | Paulo Cossoco          | 21 gennaio 2002 (20 anni)  | 0  | 0  | Estrela Amadora      |  |  |
|    |   |                        |                            |    |    |                      |  |  |
| ?  | D | Jójó                   | 14 maggio 2001 (21 anni)   | 1  | 0  | Paços Ferreira       |  |  |
| 4  | D | Pico                   | 17 giugno 1992 (30 anni)   | 28 | 0  | Shamrock Rovers      |  |  |
| 16 | D | Kelvin Pires           | 5 giugno 2000 (23 anni)    | 2  | 0  | SJK                  |  |  |
| 3  | D | Diney                  | 17 gennaio 1995 (27 anni)  | 20 | 0  | Al-Bataeh            |  |  |
| 5  | D | Logan Costa            | 1º aprile 2001 (21 anni)   | 15 | 0  | Tolosa               |  |  |
| 23 | D | Steven Moreira         | 13 agosto 1994 (28 anni)   | 7  | 0  | Columbus Crew        |  |  |
| ?  | D | Wagner Pina            | 3 novembre 2002 (20 anni)  | 1  | 0  | Estoril Praia        |  |  |
|    |   |                        |                            |    |    |                      |  |  |
| 10 | C | Jamiro Monteiro        | 28 novembre 1993 (29 anni) | 37 | 4  | S.J. Earthquakes     |  |  |
| ?  | C | Diogo Mendes           | 24 gennaio 1998 (24 anni)  | 1  | 0  | Marítimo             |  |  |
| 8  | C | João Paulo             | 26 maggio 1998 (24 anni)   | 22 | 1  | Sheriff Tiraspol     |  |  |
| 6  | C | Patrick Andrade        | 9 febbraio 1993 (29 anni)  | 22 | 0  | Qarabağ              |  |  |
| 14 | C | Deroy Duarte           | 4 luglio 1999 (23 anni)    | 15 | 1  | Fortuna Sittard      |  |  |
| 26 | C | Kevin Pina             | 27 gennaio 1997 (25 anni)  | 11 | 2  | Krasnodar            |  |  |
| 13 | C | Cuca                   | 9 gennaio 1991 (32 anni)   | 11 | 0  | União Leiria         |  |  |
| 15 | C | Laros Duarte           | 28 febbraio 1997 (25 anni) | 2  | 0  | Groningen            |  |  |
|    |   |                        |                            |    |    |                      |  |  |
| 20 | A | Ryan Mendes            | 8 gennaio 1990 (33 anni)   | 75 | 17 | Fatih Karagümrük     |  |  |
| 11 | A | Garry Mendes Rodrigues | 27 novembre 1990 (32 anni) | 52 | 8  | Ankaragücü           |  |  |
| ?  | A | Dailon Livramento      | 4 maggio 2001 (21 anni)    | 1  | 0  | MVV                  |  |  |
| 21 | A | Bebé                   | 12 luglio 1990 (32 anni)   | 21 | 6  | Rayo Vallecano       |  |  |
| 9  | A | Gilson Tavares         | 29 dicembre 2001 (21 anni) | 15 | 5  | Benfica B            |  |  |
| 7  | A | Jovane Cabral          | 14 giugno 1998 (24 anni)   | 10 | 1  | Olympiacos           |  |  |
| ?  | A | Hélio Varela           | 3 maggio 2002 (21 anni)    | 5  | 0  | Portimonense         |  |  |

## Record individuali
Statistiche aggiornate al 25 marzo 2025.
- In grassetto i giocatori ancora in attività con la maglia della nazionale

### Classifica presenze
| Pos. | Giocatore              | Presenze | Gol | Periodo   |
| ---- | ---------------------- | -------- | --- | --------- |
| 1    | Ryan Mendes            | 86       | 21  | 2010-     |
| 2    | Vozinha                | 79       | 0   | 2012-     |
| 3    | Babanco                | 62       | 5   | 2007-2019 |
| 4    | Stopira                | 58       | 3   | 2007-2023 |
| 5    | Garry Mendes Rodrigues | 54       | 8   | 2013-     |
| 6    | Héldon Ramos           | 52       | 15  | 2008-2019 |
| 6    | Marco Soares           | 52       | 3   | 2006-2021 |
| 6    | Fernando Varela        | 52       | 3   | 2008-2019 |
| 9    | Julio Tavares          | 48       | 8   | 2012-2022 |
| 10   | Lito                   | 47       | 7   | 2002-2012 |

### Classifica reti
| Pos. | Giocatore              | Reti | Presenze | Periodo   |
| ---- | ---------------------- | ---- | -------- | --------- |
| 1    | Ryan Mendes            | 21   | 86       | 2010-     |
| 2    | Héldon Ramos           | 15   | 52       | 2008-2019 |
| 3    | Caló                   | 11   | 27       | 1995-2007 |
| 4    | Garry Mendes Rodrigues | 8    | 54       | 2013-     |
| 4    | Julio Tavares          | 8    | 48       | 2012-2022 |
| 6    | Lito                   | 7    | 47       | 2002-2012 |
| 7    | Djaniny                | 6    | 35       | 2012-2020 |
| 7    | Antonio Duarte         | 6    | 12       | 1992-2002 |
| 7    | Bebe                   | 6    | 27       | 2022-     |